# Ломжа (гміна)
Гміна Ломжа (пол. Gmina Łomża) — сільська гміна у східній Польщі. Належить до Ломжинського повіту Підляського воєводства.
Станом на 31 грудня 2011 у гміні проживало 10724 особи.

## Територія
Згідно з даними за 2007 рік площа гміни становила 207.41 км², у тому числі:
- орні землі: 75.00%
- ліси: 16.00%

Таким чином, площа гміни становить 15.32% площі повіту.

## Населення
Станом на 31 грудня 2011:
| Опис     | Загалом | Загалом | Чоловіки | Чоловіки | Жінки | Жінки |
| -------- | ------- | ------- | -------- | -------- | ----- | ----- |
| одиниця  | осіб    | %       | осіб     | %        | осіб  | %     |
| все      | 10724   | 100     | 5419     | 50.53    | 5305  | 49.47 |
| міське   | 0       | 100     | 0        |          | 0     |       |
| сільське | 10724   | 100     | 5419     | 50.53    | 5305  | 49.47 |

## Сусідні гміни
Гміна Ломжа межує з такими гмінами: Візна, Замбрув, Малий Плоцьк, Мястково, Новоґруд, Пйонтниця, Руткі, Снядово.